# ヤダ!嫌だ!ヤダ! 〜Sweet Teens ver.〜
「ヤダ！嫌だ！ヤダ！ 〜Sweet Teens ver.〜」（ヤダ いやだ ヤダ スイート ティーンズ ヴァージョン）は、La PomPonの楽曲。大黒摩季が作詞・作曲を手掛けた。
2015年9月16日に小松未歩のカバー曲「謎」との両A面シングル『謎/ヤダ！嫌だ！ヤダ！ 〜Sweet Teens ver.〜』としてBeingより発売された。

## 制作
「ヤダ！嫌だ！ヤダ！ 〜Sweet Teens ver.〜」は、大黒摩季によって提供された。デモの段階の歌詞は大人目線の内容のものであったが、改めて大黒が各メンバーに対して「いやだと思うこと」などのアンケートを取ったうえで歌詞が改められた。なお、大黒は楽曲制作にあたり、実際にLa PomPonのイベントを観覧した。
歌詞について、MISAKIは「『Sweet Teens ver.』ということで、中高生の気持ちが共感できるフレーズがたくさん出てくるから、この曲を聴いて共感してほしい」とコメントしている。
2017年7月2日に渋谷 TSUTAYA O-WESTで開催された『La PomPon 1stワンマンライブ 〜Power of LPP〜』では、大幅にアレンジが加えて「超ヤダ！ Remix」として披露された。

## シングルリリース
La PomPonの3枚目のシングル『謎/ヤダ！嫌だ！ヤダ！ 〜Sweet Teens ver.〜』として2015年9月16日にBeingより発売された。グループ初の両A面シングルとなった。
「初回限定盤」「通常盤」「名探偵コナン盤」の3形態でリリースされ、ジャケット写真も全9種類存在する。「初回限定盤」はタイトルにちなんだ各メンバーの「ヤダ！」という表情を被写体としたもの、「通常盤」は女怪盗に扮したメンバーが各々が考えたポーズをとった集合写真、「名探偵コナン盤」は六本木の街を江戸川コナンから逃れようと逃げ回るメンバーのイラストが描かれている。
「謎」は、小松未歩のオリジナル・バージョンが読売テレビ・日本テレビ系アニメ『名探偵コナン』のオープニング主題歌として1997年4月から1998年3月にかけて使用されていた曲であるが、La PomPonのバージョンは、同アニメのオープニング主題歌として2015年9月から同年12月にかけて、再び使用された。
シングルは、発売初週で0.9万枚の売上を記録し、2015年9月28日付のオリコン週間シングルランキングで初登場8位を獲得し。これにより、グループ初のオリコンチャートTOP10入りを果たした。

## シングル収録曲
| #         | タイトル                                                     | 作詞・作曲 | 編曲         | 時間  |
| --------- | ------------------------------------------------------------ | ---------- | ------------ | ----- |
| 1.        | 「ヤダ！嫌だ！ヤダ！ 〜Sweet Teens ver.〜」                  | 大黒摩季   | 大島こうすけ | 5:29  |
| 2.        | 「謎」                                                       | 小松未歩   | 小澤正澄     | 4:34  |
| 3.        | 「ヤダ！嫌だ！ヤダ！ 〜Sweet Teens ver.〜 （remix）」        |            |              | 5:50  |
| 4.        | 「ヤダ！嫌だ！ヤダ！ 〜Sweet Teens ver.〜 （Instrumental）」 |            |              | 5:32  |
| 5.        | 「謎 （Instrumental）」                                      |            |              | 4:33  |
| 合計時間: | 合計時間:                                                    | 合計時間:  | 合計時間:    | 25:58 |

| #         | タイトル                                                     | 作詞・作曲 | 編曲         | 時間  |
| --------- | ------------------------------------------------------------ | ---------- | ------------ | ----- |
| 1.        | 「謎」                                                       | 小松未歩   | 小澤正澄     | 4:34  |
| 2.        | 「ヤダ！嫌だ！ヤダ！ 〜Sweet Teens ver.〜」                  | 大黒摩季   | 大島こうすけ | 5:30  |
| 3.        | 「謎 （TV SIZE）」                                           |            |              | 2:02  |
| 4.        | 「謎 （love remix）」                                        |            |              | 4:15  |
| 5.        | 「謎 （Instrumental）」                                      |            |              | 4:37  |
| 6.        | 「ヤダ！嫌だ！ヤダ！ 〜Sweet Teens ver.〜 （Instrumental）」 |            |              | 5:29  |
| 合計時間: | 合計時間:                                                    | 合計時間:  | 合計時間:    | 26:27 |

| #         | タイトル                                                     | 作詞・作曲 | 編曲         | 時間  |
| --------- | ------------------------------------------------------------ | ---------- | ------------ | ----- |
| 1.        | 「謎」                                                       | 小松未歩   | 小澤正澄     | 4:34  |
| 2.        | 「ヤダ！嫌だ！ヤダ！ 〜Sweet Teens ver.〜」                  | 大黒摩季   | 大島こうすけ | 5:29  |
| 3.        | 「ロッポンギ音頭」                                           | 廣山哲史   | 廣山哲史     | 3:09  |
| 4.        | 「謎 （Instrumental）」                                      |            |              | 4:37  |
| 5.        | 「ヤダ！嫌だ！ヤダ！ 〜Sweet Teens ver.〜 （Instrumental）」 |            |              | 5:32  |
| 6.        | 「ロッポンギ音頭 （Instrumental）」                          |            |              | 3:06  |
| 合計時間: | 合計時間:                                                    | 合計時間:  | 合計時間:    | 26:27 |